# Châu thổ Orinoco
Châu thổ Orinoco là một đồng bằng cửa sông rộng lớn nằm ở hạ lưu sông Orinoco, phía Đông Venezuela.

## Vị trí
Châu thổ sông Orinoco là một trong tám vùng tự nhiên của Venezuela. Nó bao gồm toàn bộ bang Delta Amacuro và một vài kilômét vuông của các bang Monagas & Sucre, bao gồm tất cả các cửa của sông Orinoco. Nó được chia thành hai phần: phần chính ở cực bắc của hệ thống, nằm giữa Caño Manamo và bờ trái của Caño Araguao, nơi phần lớn các ngôi làng được thành lập, bao gồm cả thủ phủ của bang Tucupita; phần phụ giữa bờ phải của Caño Araguao và Río Grande.
Sống trong khu vực này là những bộ lạc người Warao.

## Môi trường
Thảm thực vật chủ yếu ở vùng sinh thái này là rừng đầm lầy châu thổ sông Orinoco. Dọc theo bờ biển và rìa sông có những dải rừng ngập mặn Amazon-Orinoco-Nam Caribe, đặc biệt là vùng sinh thái rừng ngập mặn Guiana. Ở phía tây và gần bờ biển hơn có những mảng nhỏ của vùng sinh thái vùng đất ngập nước Orinoco.
Đồng bằng bao gồm các khu vực đất ngập nước rộng lớn cũng như các khu rừng đầm lầy nước ngọt ngập nước theo mùa. Các ven sông của châu thổ được bao quanh bởi rừng ngập mặn.